# 太平洋小隱棘鮋
太平洋小隱棘鮋（学名：Idiastion pacificum），又名石狗公、石頭魚，为輻鰭魚綱鮋形目鮋亞目鮋科小隱棘鮋屬下的一个种，為深海魚類，棲息深度350-430公尺，體長可達12.8公分，分布於西北太平洋琉球海溝，生活習性不明。